# Doodle Jump
Doodle Jump is een spel voor mobiele telefoons ontwikkeld en uitgebracht door Lima Sky. Het spel is geschikt voor iOS, BlackBerry OS, Android, Nokia S60 en Samsung. Doodle Jump kwam op 6 april 2009 uit voor iOS en werd op 2 maart 2010 uitgebracht voor Android en Blackberry.

## Platforms
| Jaar | Platform            |
| ---- | ------------------- |
| 2009 | iPhone              |
| 2010 | Android, BREW, J2ME |
| 2011 | Windows Phone, iPad |
| 2013 | BlackBerry          |

## Massadownload
Op 25 juni 2010 werd bekend dat Doodle Jump meer dan vijf miljoen keer verkocht was. Dit komt neer op ongeveer 28.000 downloads per dag.

## Uitleg
Het doel van het spel is om een vierbenig wezentje, genaamd Doodler, zo lang mogelijk naar boven te laten springen zonder dat het naar beneden valt of door een ander springend of vliegend wezentje aangeraakt wordt.
Er zijn ook plateaus waar Doodler op moet gaan staan, hieronder een schema van plateaus.
| Plateau         | Reactie                                                                 |
| --------------- | ----------------------------------------------------------------------- |
| Groen plateau   | Normaal.                                                                |
| Bruin plateau   | Krakt door en laat je verder vallen.                                    |
| Blauw plateau   | Gaat van links naar rechts.                                             |
| Grijs plateau   | Gaat van onder naar boven.                                              |
| Geel plateau I  | Als het plateau rood wordt ontploft en verdwijnt het.                   |
| Geel plateau II | Na een keer erop gesprongen te hebben, verplaatst het zich horizontaal. |
| Wit plateau I   | Na een keer erop gesprongen te hebben, verdwijnt het.                   |
| Wit plateau II  | Na een keer erop gesprongen te hebben, verschijnt de volgende pas.      |

Men kan bij apparaten met een acceleratiemeter het apparaat heen en weer bewegen om het spel te besturen. Bij apparaten zonder acceleratiemeter bestuurt men het spel door middel van de toetsen of bij touchscreen op het scherm te drukken.

## Andere items
Er zijn ook andere items die de Doodler helpen omhoog te komen, hieronder een schema.
| Item           | Reactie |
| -------------- | --- |
| Jetpack        | Doodler vliegt met een jetpack een stuk omhoog                                                                                                |
| Springveer     | Doodler springt met een springveer een stukje omhoog                                                                                          |
| Petje          | Doodler vliegt met het petje waar een propeller aan vast ziet een stuk omhoog                                                                 |
| Trampoline     | Doodler springt vanuit een trampoline met een salto een stukje omhoog                                                                         |
| Springschoenen | Doodler gaat, in schoenen met daaronder een springveer, elke keer dat hij land net zoveel omhoog als de gewone springveer, dit kan vijf keer. |

## Ontvangst
| Beoordeeld door    | Platform | Datum             | Score |
| ------------------ | -------- | ----------------- | ----- |
| iPhone Alley       | iPhone   | 2 mei 2009        | 100%  |
| Jeuxvideo.com      | iPhone   | 2 juli 2010       | 85%   |
| Pocket Gamer UK    | J2ME     | 4 maart 2010      | 80%   |
| TouchGen           | iPhone   | 20 maart 2009     | 80%   |
| Pocket Gamer UK    | iPad     | 12 september 2011 | 80%   |
| KnowYourMobile.com | J2ME     | 5 maart 2010      | 80%   |
| 148apps            | iPhone   | 13 april 2009     | 80%   |
| Pocket Gamer UK    | iPhone   | 15 oktober 2009   | 80%   |
| Slide to Play      | iPhone   | 13 april 2009     | 75%   |